# MAFA
آنتی‌ژن وابسته به عملکرد ماست سل (به انگلیسی: Mast cell function-associated antigen) یا به اختصار MAFA یک گلیکوپروتئین پوسته‌ای نوع ۲ است که نخستین بار بر سطح ماست‌سل‌های شبه‌مخاطیِ تبارِ سلولی RBL-2H3 در موش‌ها کشف شد. در سال‌های اخیر این آنتی‌ژن در انسان نیز بر روی سلول‌های کشنده طبیعی و لنفوسیت‌های تی کشف شد.
دومِـین درون‌سلولی MAFA حاوی موتیف ITIM است که بدین ترتیب آنرا جزئی از خانوادهٔ بزرگ گیرنده‌های مهاری قرار می‌دهد. MAFA در ماست‌سل‌ها از ترشح مواد التهاب‌زا در اثر برخورد با آنتی‌ژن‌ها جلوگیری می‌کند.